# خانه قاضی
خانه قاضی مربوط به دوره زند است و در بوشهر، محله بهبهانی واقع شده و این اثر در تاریخ ۲۳ فروردین ۱۳۴۶ با شمارهٔ ثبت ۱۶۲۴ به‌عنوان یکی از آثار ملی ایران به ثبت رسیده است.